# Goko (Didyr)
Pour les articles homonymes, voir Goko.
Goko ou Gooko est une localité située dans le département de Didyr dans la province du Sanguié de la région Centre-Ouest au Burkina Faso..

## Santé et éducation
Le centre de soins le plus proche de Goko est le centre de santé et de promotion sociale (CSPS) de Didyr tandis que le centre médical avec antenne chirurgicale (CMA) se trouve à Koudougou.